# VAL

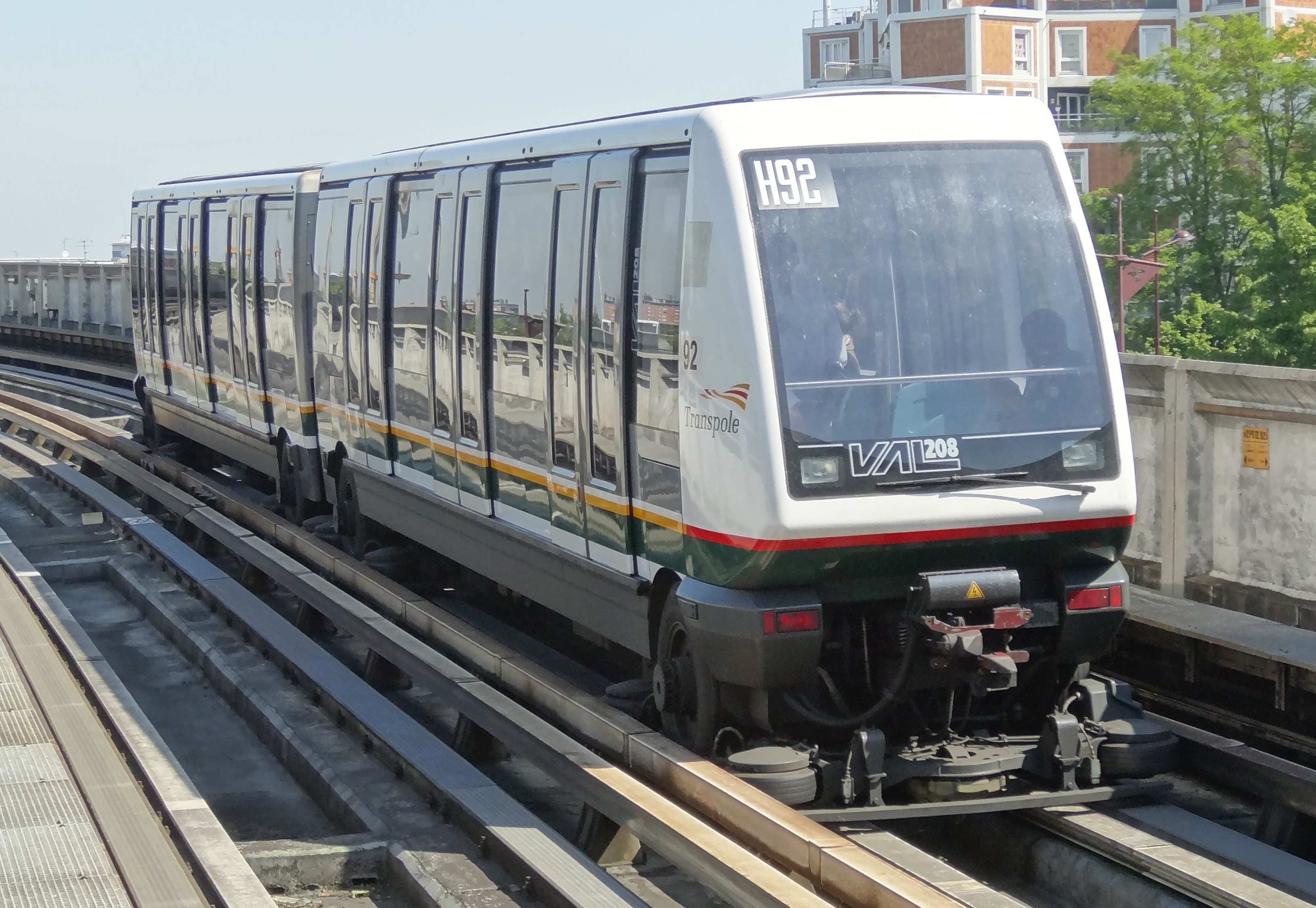
Tåg av modell VAL 208 i Lille.

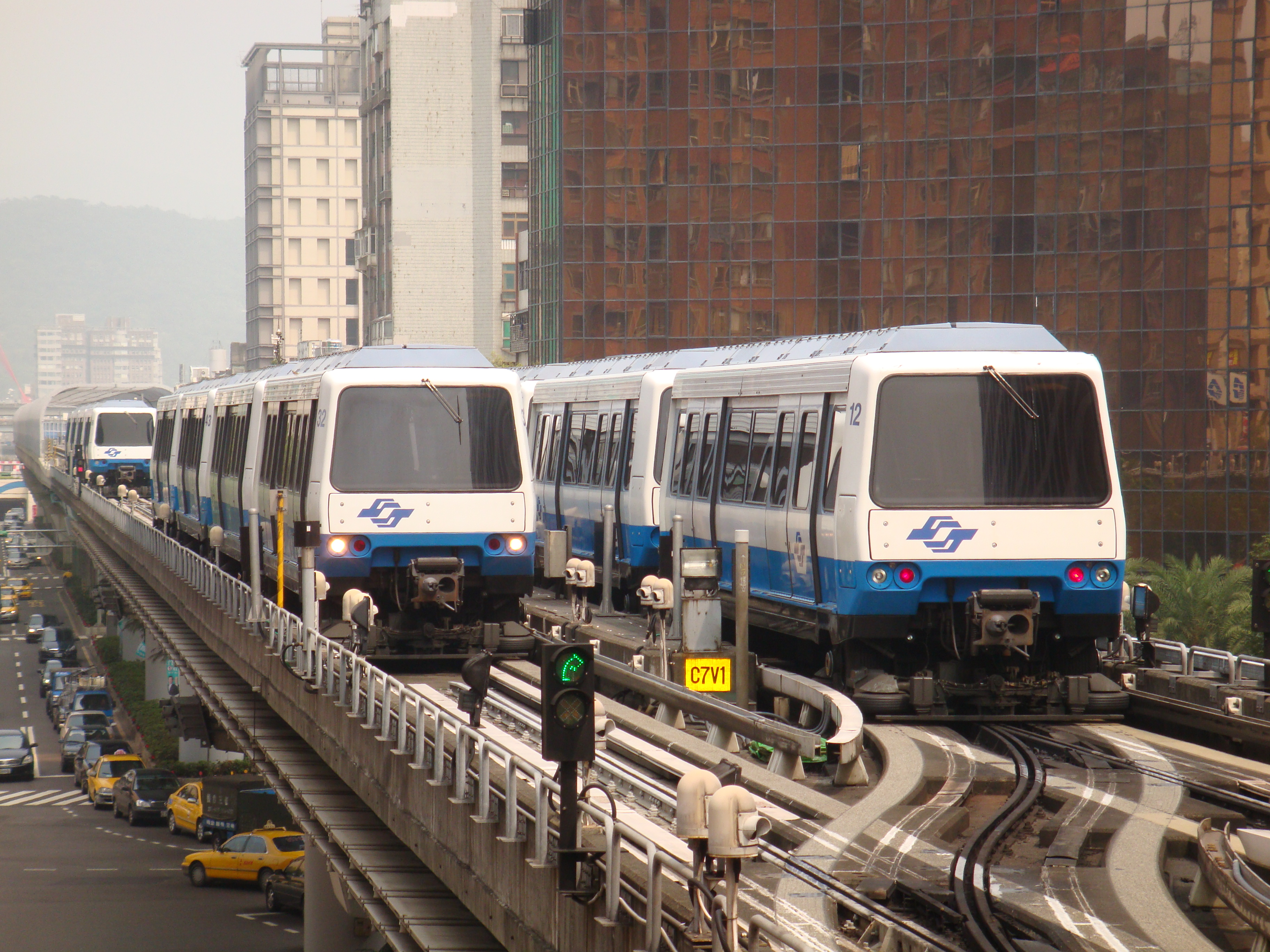
VAL 256-tåg i Taipei.

VAL (franska: Véhicule Automatique Léger) är ett systemkoncept för automatbana och innefattar förarlösa tunnelbanetåg på gummidäck. VAL började designas på tidiga 80-talet för Lilles tunnelbana av det franska industrikonglomeratet Matra, vilket också blev det första systemet som byggdes 1983.

## Förekomst
System i sin helhet:
- Frankrike
  - CDGVAL på Paris-Charles de Gaulle flygplats (2007–)
  - Lilles tunnelbana (1983–)
  - Orlyval på Paris-Orly flygplats (1991–)
  - Rennes tunnelbana (2002–)
  - Toulouses tunnelbana (1993–)
- Italien
  - Turins tunnelbana (2006–)
- Sydkorea
  - U-linjen i Seouls tunnelbana (2012–)
- Taiwan
  - Bruna linjen i Taipeis tunnelbana (1996–)
- USA
  - Airport Transit System på Chicago O'Hare International Airport (1993–)
  - Jacksonville Skyway (1989–1996; banan ersattes och förlängdes 1997 med monorail)

Delvis:
- Fordonen på linjerna 1 och 14 i Paris metro använder delvis VAL-teknik.
- Fordonen på linje D i Lyons tunnelbana använder delvis VAL-teknik.

Planerat men aldrig byggt:
- Strasbourg planerade att bygga ett VAL-system under sent 1980-tal, men byggde ett spårvägsnät istället.[1]